# كل العرب
كل العرب هي صحيفة أسبوعية باللغة العربية، تأسست في عام 1988. مقرها في مدينة الناصرة في إسرائيل، وهي منتشرة على نطاق واسع، ومن الصحف الأكثر توزيعًا باللغة العربية. كما يتم توزيعها في الضفة الغربية. ويوجد في كل العرب 70 موظفا وتوزع على 38 ألف مواطن. معظم عائدات الصحيفة تأتي من الإعلانات، وتوزع أحياناً مجانًا نتيجة لذلك. عمل في تحرير الصحيفة مدة من الوقت الشاعر الفلسطيني الراحل سميح القاسم.

## التاريخ
كانت صحيفة فينوس النواة الأولى لصحيفة «كل العرب»، إذ دخل رجل الأعمال الناشئ موسى حصادية شريكًا في ملكيّة الصَّحيفة مع مؤسّسيها حبيب مسلم ومحمود أبو رجب وذلك بوساطة من ليلى أيّوب (التي أصبحت فيما بعد أوّل مديرة لصحيفة «كل العرب»)، وقام بدعمها مادِّيًّا بمساعدة شركائه من مكتب الدعاية والإعلان الإسرائيلي آريئيلي، وفي عام 1988 نشب خلاف مالي بين حبيب مسلم وبين موسى حصادية، مما أدّى إلى فضّ الشراكة وتأسيس صحيفة «كل العرب»، وتولّى الصّحفي محمود أبو رجب (الذي كان رئيس تحرير صحيفة "فينوس") تحرير الصّحيفة الجديدة بعد أن ترَك العمل في صحيفة "فينوس"، والتحق بالصحيفة الجديدة لأسباب اقتصاديَّة بحتة، واستمرّ في منصبه إلى أن استقال من رئاسة تحرير «كل العرب» عام 1998 احتجاجًا على المواقف السياسية للصحيفة. في عام 2008، كان حصادية يمتلك 40٪ من أسهم الصحيفة، والباقي يملكها فايز اشتيوي و«مجموعة من رجال الأعمال الإسرائيليين اليهود». وللمرة الواحدة، كانت كل من مجموعة يديعوت أحرونوت ومجموعة العطاءات القانونية تمتلك 25٪ من الصحيفة، مع امتلاك حصادية واشتيوي النصف الآخر. ومع ذلك، دخلت المجموعتان في نزاع، مما أدى إلى اللجوء للقضاء عام 2006.
وتصدر صحيفة «كل العرب» ملحقًا نسائيًّا اسمه «ليدي كل العرب»، وموقعًا على شبكة الإنترنت، يزوره 45,000 شخص يوميا. كما ترعى «كل العرب» مسابقة ملكة جمال عربية إسرائيلية سنوية بقيمة 10000 دولار.

## وصلات خارجية
- الموقع الرسمي